# Cambarincola macrocephala
Cambarincola macrocephala är en ringmaskart som beskrevs av Goodnight 1943. Cambarincola macrocephala ingår i släktet Cambarincola och familjen Cambarincolidae. Inga underarter finns listade i Catalogue of Life.